# Fruita
Fruita is een plaats (city) in de Amerikaanse staat Colorado, en valt bestuurlijk gezien onder Mesa County.

## Demografie
Bij de volkstelling in 2000 werd het aantal inwoners vastgesteld op 6478.
In 2006 is het aantal inwoners door het United States Census Bureau geschat op 7055, een stijging van 577 (8.9%).

## Geografie
Volgens het United States Census Bureau beslaat de plaats een oppervlakte van
15,6 km², waarvan 15,4 km² land en 0,2 km² water. Fruita ligt op ongeveer 1379 m boven zeeniveau.

## Plaatsen in de nabije omgeving
De onderstaande figuur toont nabijgelegen plaatsen in een straal van 32 km rond Fruita.